# Zamek w Koniuchach
Zamek w Koniuchach – wybudowany w XVII w. w miejscowości Koniuchy. 